# Espérance mathématique
 (mai 2025).
Pour les articles homonymes, voir Espérance.
 (août 2011).
Si vous disposez d'ouvrages ou d'articles de référence ou si vous connaissez des sites web de qualité traitant du thème abordé ici, merci de compléter l'article en donnant les références utiles à sa vérifiabilité et en les liant à la section « Notes et références ».

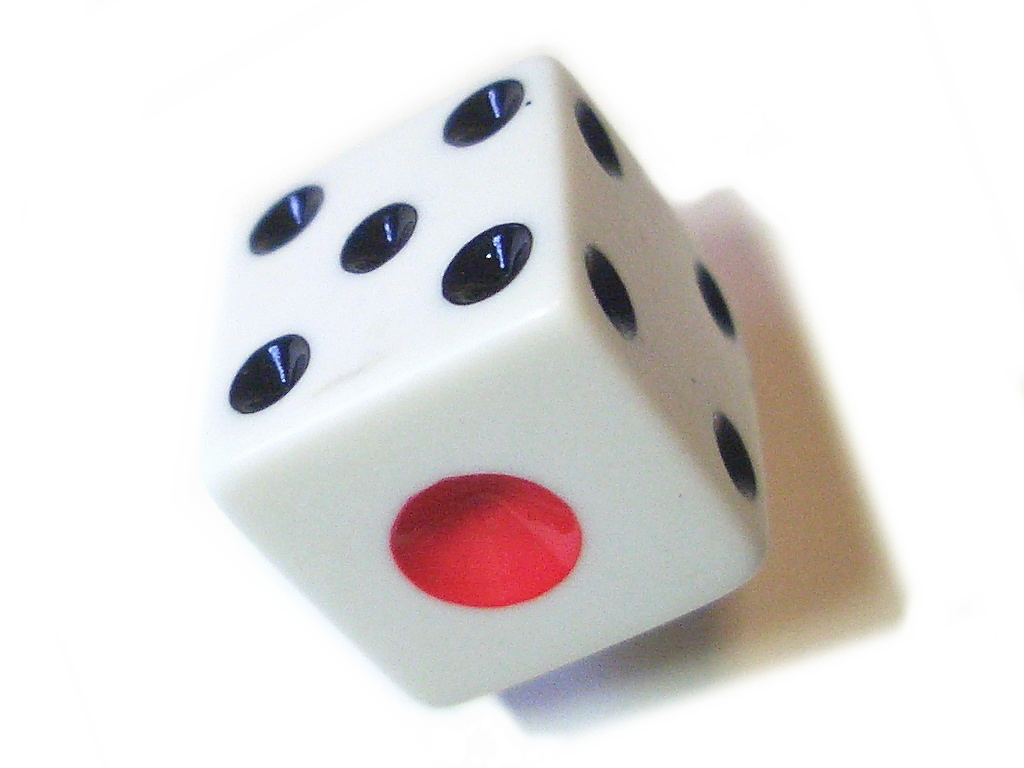
Avec un dé on peut obtenir chaque nombre entre 1 et 6 avec une probabilité de 1/6. Ainsi, l'espérance vaut.

En théorie des probabilités, l'espérance mathématique (ou tout simplement espérance, ou premier moment) d'une variable aléatoire réelle est, intuitivement, la moyenne des valeurs obtenues si l'on répète un grand nombre de fois la même expérience aléatoire. Étant donné que c'est une moyenne, il se peut qu'elle ne soit pas dans les valeurs réalisables, et donc ce n'est pas forcément une valeur que l'on s'attend à trouver durant une expérience. Si {\displaystyle X} est une variable aléatoire, l'espérance de {\displaystyle X} se note {\displaystyle \mathbb {E} [X]} (ou {\displaystyle \mathbb {E} (X)}).
Elle correspond à une moyenne pondérée des valeurs que peut prendre cette variable. Dans le cas où celle-ci prend un nombre fini de valeurs, il s'agit d'une moyenne pondérée par les probabilités d'apparition de chaque valeur. Dans le cas où la variable aléatoire possède une densité de probabilité, l'espérance est la moyenne des valeurs pondérées par cette densité. De manière mathématiquement plus précise et plus générale, l'espérance d'une variable aléatoire est l'intégrale de cette variable selon la mesure de probabilité de l'espace probabilisé de départ.
La présentation intuitive de l'espérance exposée ci-dessus est la conséquence de la loi forte des grands nombres : l'espérance, si elle existe, est la limite presque sûre de la moyenne des résultats au cours de plusieurs expériences, quand leur nombre augmente à l'infini.
L'espérance est une caractéristique importante d'une loi de probabilité : c'est un indicateur de position. Ainsi, une variable aléatoire est dite centrée si son espérance est nulle. Elle forme, avec la variance, indicateur de dispersion, l'ensemble des indicateurs qui sont presque systématiquement donnés quand est présentée une variable aléatoire.
L'espérance joue un rôle important dans un grand nombre de domaines, comme dans la théorie des jeux, la théorie de la décision, ou encore en théorie du signal et en statistique inférentielle où un estimateur est dit sans biais si son espérance est égale à la valeur du paramètre à estimer.
La notion d'espérance est popularisée par Christian Huygens dans son Traité du hasard de 1656 sous le nom de « valeur de la chance ».

## Motivations historiques
La répartition des mises d'un jeu de hasard si la partie est interrompue avant sa fin ou encore l'estimation des sommes qu'on peut espérer gagner dans un tel jeu ont suscité l'intérêt des mathématiciens dès le xve siècle (Luca Pacioli) et de nombreuses contributions et controverses jusque vers le milieu du xviie siècle, notamment de la part de Tartaglia, Forestani et Cardan. Cette question est celle examinée, et largement résolue, par Blaise Pascal dans son problème des partis en 1654 et par Christian Huygens dans son ouvrage Du calcul dans les jeux de hasarden 1657.

### Pascal et le problème des partis
Dans une lettre à Fermat datée du 29 juillet 1654, Blaise Pascal mentionne un problème qui lui a été posé par le chevalier de Méré, auquel il donne une esquisse de solution. Pascal reprend ce sujet et en approfondit les solutions dans son Traité du triangle arithmétique, publié en 1655, dans la partie intitulée « Usage du triangle arithmétique pour déterminer les partis qu'on doit faire entre deux joueurs qui jouent plusieurs parties ».
Pascal imagine un jeu de pile ou face avec un pot commun de 64 pistoles, et le premier joueur à voir apparaître trois fois la face qu'il a choisie remporte la mise. Si le jeu s'interrompt à un moment où chacun des deux joueurs a la même chance de gagner, il est équitable de répartir les 64 pistoles à parts égales entre chaque joueur, mais si la partie s'interrompt alors qu'un des joueurs a pris un avantage, la répartition doit se faire autrement. Pascal imagine ainsi que le jeu s'interrompt alors que les lancers de pièces ont été PPF (pile-pile-face). Il envisage alors ce qu'aurait été le coup suivant :
- si le coup suivant avait été P, le joueur ayant misé sur P aurait tout remporté et gagné 64 pistoles ;
- si le coup suivant avait été F, la partie aurait été équitable et l'interruption du jeu aurait conduit à distribuer 32 pistoles à chaque joueur.

Pour Pascal, le joueur ayant misé sur P doit obtenir 32 pistoles à coup sûr mais a une chance sur deux de gagner 32 pistoles supplémentaires. Il doit donc récupérer 48 pistoles.
Pascal ne parle pas de probabilité ni d'espérance de gain mais son idée intuitive reste d'associer un gain à une chance de l'obtenir. Les 48 pistoles que Pascal propose de donner au joueur ayant misé sur P correspondent de fait à son espérance de gain : si la partie s'arrête au quatrième coup, ce joueur a une chance sur deux de gagner 64 pistoles (si la pièce tombe sur P) et une chance sur deux de gagner seulement 32 pistoles (si la pièce tombe sur F et que le jeu s'interrompt). Son espérance de gain est alors de :{\displaystyle S=64\times {\frac {1}{2}}+32\times {\frac {1}{2}}}(on multiplie chaque gain par la probabilité de l'obtenir puis on fait la somme de tous ces produits).

### Christian Huygens et la «valeur de la chance»
Christian Huygens publie en 1657 son ouvrage De ratiociniis in Ludo Aleae, petit traité en latin d'une vingtaine de pages, qui sera traduit ensuite en néerlandais, puis en français et bien d'autres langues. Ce traité est considéré comme le premier livre sur le calcul des probabilités dans les jeux de hasard, et une des fondations de la théorie des probabilités. Il contient quatorze « propositions ». La proposition 4 reprend le problème des partis étudié peu de temps auparavant par Pascal. La proposition 3 s’intéresse à la somme à miser pour que le jeu soit équitable, c'est-à-dire que le joueur, sur un très grand nombre de parties, équilibre ses mises et ses gains. Huygens y établit que si dans un jeu, on a p chances de gagner la somme a pour q chances de gagner la somme b, il faut miser :{\displaystyle S={\frac {ap+bq}{p+q}}}pour que le jeu soit équitable. Il considère que cette mise est aussi le juste prix auquel un joueur devrait céder sa place à une personne désirant le remplacer pour la suite d'une partie en cours.
Dans son traité, il formalise ainsi la notion d'espérance, qu'il nomme la « valeur de ma chance », et l'étend à d'autres domaines que la théorie des jeux. En particulier, avec son frère, il s'intéresse à l'espérance de vie.

### Espérance, moyenne et loi des grands nombres

Illustration de la convergence vers 3,5 de la suite des moyennes obtenues pour des lancers de dés quand le nombre de lancers augmente.

L'espérance est fortement liée à l'idée de moyenne. En effet, la notion de hasard empêche de prédire le résultat d'une seule expérience aléatoire mais la loi des grands nombres permet de mieux maitriser le résultat si on exécute un grand nombre d'expériences aléatoires de même type. Ainsi, au cours d'un seul lancer de dé, chaque face a normalement une chance sur 6 d'apparaître et il est difficile de prédire le résultat moyen sur trois lancers de dé. Mais, en renouvelant mille fois ou dix mille fois le lancer, les résultats se répartissent presque équitablement entre les différents nombres de 1 à 6. La moyenne des nombres obtenus au cours de ces nombreux lancers s'approche alors de
{\displaystyle \mu =1\cdot {\frac {1}{6}}+2\cdot {\frac {1}{6}}+3\cdot {\frac {1}{6}}+4\cdot {\frac {1}{6}}+5\cdot {\frac {1}{6}}+6\cdot {\frac {1}{6}}=3,5.}
qui correspond à l'espérance de cette expérience de lancer de dé. L'espérance sert donc à prévoir la valeur moyenne obtenue pour la variable que l'on mesure si l'expérience est renouvelée un très grand nombre de fois. Elle sert par exemple, en théorie des jeux, à prévoir la somme moyenne que chaque joueur va remporter. Elle sert aussi dans le domaine des assurances pour déterminer le coût moyen d'une assurance permettant de couvrir les frais consécutifs aux accidents.
L'espérance et la loi des grands nombres permettent aussi d'invalider une loi de probabilité. On raconte qu'Henri Poincaré s'en serait servi, avec d'autres indices, pour mettre en évidence la malhonnêteté de son boulanger. En effet, le poids d'un pain est soumis à des fluctuations aléatoires mais son espérance est fixée par la loi. Le poids d'un pain annoncé à 1 kg, par exemple, peut fluctuer autour de cette valeur. Poincaré aurait pesé sur une grande période le pain acheté chez son boulanger et aurait trouvé que son poids moyen était largement inférieur à 1 kg. Cette moyenne était trop loin de l'espérance et indiquait une malversation du commerçant.

## Définition
L'espérance d'une variable aléatoire {\displaystyle X} est définie, si elle existe, de façon mathématiquement précise par rapport à un espace probabilisé, généralement noté {\displaystyle \left(\Omega ,{\mathcal {A}},\mathbb {P} \right)}, où {\displaystyle \Omega } est l'univers des possibles, {\displaystyle {\mathcal {A}}} la tribu (l'ensemble) des évènements possibles et {\displaystyle \mathbb {P} } une loi de probabilité telle que {\displaystyle \mathbb {P(\Omega )} }=1.
Selon la nature de {\displaystyle X\colon \Omega \to \mathbb {R} }, la définition et la preuve d'existence de l'espérance sont plus ou moins simples, et explicitées ci-dessous.

### Variable discrète prenant un nombre fini de valeurs
Si la variable X prend les valeurs x1, x2, … , xn avec les probabilités p1, p2, … , pn, l'espérance de X est définie comme :
{\displaystyle \mathbb {E} [X]=x_{1}p_{1}+x_{2}p_{2}+\dotsb +x_{n}p_{n}\;.}
Comme la somme des probabilités est égale à 1, l'espérance peut être considérée comme la moyenne des xi pondérée par les pi
{\displaystyle \mathbb {E} [X]={\frac {x_{1}p_{1}+x_{2}p_{2}+\dotsb +x_{n}p_{n}}{p_{1}+p_{2}+\dotsb +p_{n}}}\;.}
Exemple : Le jeu de la roulette française consiste à lancer une petite bille sur une roulette contenant 37 cases. Un joueur mise une certaine somme M sur une des cases. Si la bille s'arrête dans sa case, on lui rembourse 36 fois sa mise (son gain est alors de 35M = 36M – M), sinon il perd sa mise (son gain est alors de – M = 0 – M). Son espérance de gain est alors de :
 {\displaystyle \mathbb {E} [\,{\text{Gain}}_{M}]=-M\times {\frac {36}{37}}\ +35M\times {\frac {1}{37}}\approx -0,027M.}
Ce résultat signifie qu'en moyenne, le joueur perd 2,7 % de sa mise à chaque jeu et inversement que le casino gagne en moyenne 2,7 % de la mise de chaque joueur. Le nombre de joueurs dans un casino est suffisamment important pour que cette espérance corresponde effectivement au gain moyen par joueur pour le casino. Ce jeu est donc défavorable aux joueurs, et favorable au casino.

### Variable discrète prenant un ensemble dénombrable de valeurs
Si la variable X prend une infinité dénombrable de valeurs x1, x2, … avec les probabilités p1, p2, …, l'espérance de X est définie comme 
{\displaystyle \mathbb {E} [X]=\sum _{i=1}^{\infty }x_{i}\,p_{i},}
à condition que cette somme soit absolument convergente. Ainsi la série qui prendrait les valeurs 1, -2, 3, -4… avec les probabilités c/12, c/22, c/32, c/42…, où c = 6⁄π2 est choisi de telle sorte que la somme des probabilités donne 1, donnerait pour somme infinie :
 {\displaystyle \sum _{i=1}^{\infty }x_{i}\,p_{i}=c\,\left(1-{\frac {1}{2}}+{\frac {1}{3}}-{\frac {1}{4}}+\dotsb \right).}
Cette somme infinie vaut c ln(2) = 0,421488… Cependant il serait incorrect d'en conclure que l'espérance de X est égale à ce nombre : en fait, l'espérance de X n'existe pas car la série n'est pas absolument convergente (voir série harmonique). L'hypothèse d'absolue convergence est nécessaire puisque la somme précédente dépend de l'ordre de sommation des différents termes. Le Théorème de réarrangement de Riemann assure même que l'on peut obtenir n'importe quelle valeur réelle en le faisant varier.

### Variable continue à densité
Si la variable aléatoire continue réelle X admet une densité de probabilité f, son espérance est définie comme :
{\displaystyle \mathbb {E} [X]=\int _{-\infty }^{\infty }xf(x)\,\mathrm {d} x,}
à condition que l'intégrale soit absolument convergente.
L'espérance de la variable aléatoire {\displaystyle X} peut aussi être définie à l'aide du graphe de sa fonction de répartition {\displaystyle F} par une égalité des aires. En effet, {\displaystyle \mathbb {E} [X]=\mu } avec un nombre réel {\displaystyle \mu } si et seulement si les deux surfaces dans le plan {\displaystyle Oxy} décrites respectivement par
{\displaystyle x\leq \mu ,\;\,0\leq y\leq F(x)\quad } et {\displaystyle \quad x\geq \mu ,\;\,F(x)\leq y\leq 1,}
ont la même aire finie, c'est-à-dire si
{\displaystyle \int _{-\infty }^{\mu }F(x)\,\mathrm {d} x=\int _{\mu }^{\infty }{\big (}1-F(x){\big )}\,\mathrm {d} x}
et les deux intégrales de Riemann impropres convergent .

### Définition générale
La définition permet de retrouver toutes les définitions précédentes. Cette définition est basée sur la théorie de la mesure et l'intégrale de Lebesgue.
Soit X une variable aléatoire de l'espace probabilisé {\displaystyle (\Omega ,\,{\mathcal {E}},\,\mathbb {P} )\,} vers {\displaystyle (\mathbb {R} ,\,{\mathcal {B}}(\mathbb {R} ))}. Si X est intégrable selon la mesure {\displaystyle \mathbb {P} }, l'espérance de X est définie par : 
{\displaystyle \mathbb {E} [X]=\int _{\Omega }X(\omega )\mathrm {d} \mathbb {P} (\omega ).}
D'après le théorème de transfert, elle est alors égale à 
{\displaystyle \mathbb {E} [X]=\int _{\mathbb {R} }x\mathrm {d} \mathbb {P} _{X}(x).}
Il s’agit donc du centre de masse, ou en encore du moment d'ordre 1, du support de X muni de la mesure de probabilité associée.

### Généralisation: espérance d'une fonction d'une variable aléatoire
X étant une variable aléatoire à valeur dans un espace mesurable {\displaystyle (F,\,{\mathcal {F}})}, une fonction φ mesurable de {\displaystyle (F,\,{\mathcal {F}})} dans {\displaystyle (\mathbb {R} ,\,{\mathcal {B}}(\mathbb {R} ))} définit une nouvelle variable aléatoire réelle {\displaystyle \varphi \circ X} notée φ(X) dont l'espérance, lorsqu'elle existe, s'écrit en remplaçant x par φ(x) dans les formules précédentes (théorème de transfert).
Son espérance est définie par :
{\displaystyle \mathbb {E} \left[\varphi (X)\right]=\int _{\Omega }\varphi \left(X(\omega )\right)\mathrm {d} \mathbb {P} (\omega ).}
D'après le théorème de transfert, elle est alors égale à 
{\displaystyle \mathbb {E} \left[\varphi (X)\right]=\int _{F}\varphi (x)\mathrm {d} \mathbb {P} _{X}(x).}
- Si X est une variable aléatoire absolument continue, de densité de probabilité fX par rapport à une mesure σ-finie μ sur {\displaystyle (F,\,{\mathcal {F}})}, alors :

{\displaystyle \mathbb {E} \left[\varphi (X)\right]=\int _{F}\varphi (x)f_{X}(x)\mathrm {d} \mu (x).}
- Si X est une variable aléatoire discrète à valeurs dans un ensemble dénombrable {\displaystyle S\subset F}, alors :

{\displaystyle \mathbb {E} \left[\varphi (X)\right]=\sum _{x\in S}\varphi (x)\mathbb {P} _{X}(\{x\}).}
C'est notamment le cas quand S est fini. En notant ses valeurs x1, …, xn et p1, …, pn les probabilités correspondantes, l'espérance devient :
{\displaystyle \mathbb {E} \left[\varphi (X)\right]=\sum _{k=1}^{n}\varphi (x_{k})p_{k}.}
En particulier, il est intéressant de considérer la variable aléatoire à valeurs complexes φ(X) = eiθX (où θ est un réel) dont l'espérance mathématique est la transformée de Fourier inverse de fX (dans le cas où {\displaystyle F=\mathbb {R} }) :
{\displaystyle \phi _{X}(\theta )=\mathbb {E} \left[{\rm {e}}^{{\rm {i}}\theta X}\right].}
Il s'agit de la fonction caractéristique d'une variable aléatoire. L'exponentielle se développe en série de Taylor :
{\displaystyle \phi _{X}(\theta )=\mathbb {E} \left[\sum _{k=0}^{\infty }{\frac {({\rm {i}}\theta X)^{k}}{k!}}\right]=\sum _{k=0}^{\infty }{\frac {({\rm {i}}\theta )^{k}}{k!}}\mathbb {E} \left[X^{k}\right].}

### Unités
Si les probabilités sont toujours sans dimensions, les espérances s'expriment toujours avec les mêmes unités physiques (mètres, kilogrammes, secondes, ampères), monétaires (euros) ou abstraites (points, jetons, buts) que les variables aléatoires correspondantes.

## Propriétés
Dans tout le reste de cet article, les variables aléatoires mentionnées sont supposées remplir les conditions d'existence d'une espérance.

### Propriétés élémentaires
- L'espérance d'une variable aléatoire constante est égale à cette constante ; par exemple, si {\displaystyle b} est une constante, alors {\displaystyle \mathbb {E} [b]=b}.
- Monotonie : si {\displaystyle X} et {\displaystyle Y} sont des variables aléatoires telles que {\displaystyle X\leq Y} presque sûrement, alors {\displaystyle \mathbb {E} [X]\leq \mathbb {E} [Y]}.
- Linéarité : l'espérance est un opérateur linéaire. Pour deux variables aléatoires quelconques {\displaystyle X} et {\displaystyle Y} (qui doivent être définies sur le même espace probabilisé) et pour deux nombres réels {\displaystyle a} et {\displaystyle b}[9]:

{\displaystyle \mathbb {E} [aX+bY]=a\mathbb {E} [X]+b\mathbb {E} [Y]}
- Produit : en général, l'opérateur espérance ne respecte pas le produit, c'est-à-dire qu'en général {\displaystyle \mathbb {E} [XY]\neq \mathbb {E} [X]\mathbb {E} [Y]}. L'égalité est vraie si les variables {\displaystyle X} et {\displaystyle Y} sont indépendantes[14] (la réciproque est fausse[Notes 10]). L'absence de la multiplicativité amène à étudier les covariances et corrélation.

### Cas d'une variable aléatoire réelle positive
Si X est une variable aléatoire positive ou nulle, alors
{\displaystyle \mathbb {E} [X]=\int _{0}^{+\infty }\mathbb {P} (X\geq x)\,\mathrm {d} x=\int _{0}^{+\infty }\mathbb {P} (X>x)\,\mathrm {d} x}.
Si X  est un variable aléatoire réelle non nécessairement positive, on peut généraliser la formule précédente en
{\displaystyle \mathbb {E} [X]=\int _{0}^{+\infty }\mathbb {P} (X\geq x)\,\mathrm {d} x-\int _{-\infty }^{0}\mathbb {P} (X\leq x)\,\mathrm {d} x}.

Plus généralement, si {\displaystyle \varphi } est positive, continument dérivable, croissante sur {\displaystyle \mathbb {R} _{+}}, et si {\displaystyle \varphi (0)=0}, on a
{\displaystyle \mathbb {E} [\varphi (X)]=\int _{0}^{+\infty }\varphi ^{\prime }\left(x\right)\mathbb {P} (X\geq x)\,\mathrm {d} x=\int _{0}^{+\infty }\varphi ^{\prime }\left(x\right)\mathbb {P} (X>x)\,\mathrm {d} x}.
Un cas particulier important est celui des moments de X : pour {\displaystyle \alpha >0},
{\displaystyle \mathbb {E} [X^{\alpha }]=\int _{0}^{+\infty }\alpha x^{\alpha -1}\mathbb {P} (X\geq x)\,\mathrm {d} x},
la première égalité étant l'instance {\displaystyle \alpha =1} de l'égalité précédente. Dans le cas d'une variable aléatoire à valeurs entières, ces formules se réécrivent, après un petit calcul intermédiaire, respectivement :
{\displaystyle \mathbb {E} [X]=\sum _{k\geq 1}\mathbb {P} (X\geq k)\quad {\textrm {et}}\quad \mathbb {E} [X^{\alpha }]=\sum _{k\geq 1}\left(k^{\alpha }-(k-1)^{\alpha }\right)\mathbb {P} (X\geq k)}.

### Loi de l'espérance itérée
- Pour une variable aléatoire discrète : Pour deux variables aléatoires {\displaystyle X,Y}, on peut définir l'espérance conditionnelle

Définition — {\displaystyle \mathbb {E} [X|Y](y)\equiv \mathbb {E} [X|Y=y]\equiv \sum \limits _{x}x\cdot \mathbb {P} (X=x|Y=y).}
qui signifie que {\displaystyle \mathbb {E} [X|Y](y)} est une fonction de y (en fait une variable aléatoire). L'espérance itérée vérifie
Théorème de l'espérance totale — {\displaystyle \mathbb {E} \left[\mathbb {E} [X|Y]\right]=\mathbb {E} [X]}
- Pour une variable continue : dans le cas continu, les résultats sont analogues. Dans ce cas-ci, on utilise la densité de probabilité et les intégrales à la place de la distribution et des sommes. En tout cas, le résultat reste valable :

{\displaystyle \mathbb {E} [X]=\mathbb {E} \left[\mathbb {E} [X|Y]\right].}

### Espérance d'une fonctionnelle
En général, l'opérateur espérance ne respecte pas les fonctions de variable aléatoire, c'est-à-dire qu'en général :
{\displaystyle \mathbb {E} [g(X)]=\int _{\Omega }g(X)\,\mathrm {d} \mathbb {P} \neq g(\mathbb {E} [X]).}
Une inégalité célèbre à ce propos est l'inégalité de Jensen pour des fonctions convexes (ou concaves).

### Estimation
On utilise souvent comme estimateur de l'espérance la moyenne empirique, qui est un estimateur :
- Sans biais;
- Convergent selon la loi des grands nombres et même fortement convergent selon la loi forte des grands nombres;
- Distribué normalement asymptotiquement selon le théorème central limite.

### Caractère central
On considère fréquemment l'espérance comme le centre de la variable aléatoire, c'est-à-dire la valeur autour de laquelle se dispersent les autres valeurs.
En particulier, si {\displaystyle X} et {\displaystyle 2a-X} ont même loi de probabilité, c'est-à-dire si la loi de probabilité est symétrique par rapport à {\displaystyle a}, et si {\displaystyle X} admet une espérance, alors {\displaystyle \mathbb {E} [X]=a}.
Mais ce point de vue n'est plus valable lorsque la loi est dissymétrique. Pour s'en persuader il suffit d'étudier le cas d'une loi géométrique, une loi particulièrement dissymétrique. Si {\displaystyle X} représente le nombre de lancers nécessaires pour obtenir le chiffre 1 avec un dé cubique, on démontre que {\displaystyle \mathbb {E} [X]=6} ce qui veut dire qu'il faut en moyenne 6 lancers pour obtenir le chiffre 1. Pourtant, la probabilité que 5 essais ou moins suffisent vaut près de 0,6 et la probabilité que 7 lancers ou plus soient nécessaires est de 0,33. Les valeurs de X ne se répartissent donc pas équitablement de part et d'autre de l'espérance. La variable aléatoire qui possède cette propriété est la médiane.

## Interprétation et applications

### Espérance mathématique et choix rationnel
Dans certains cas, les indications de l'espérance mathématique ne coïncident pas avec un choix rationnel. Imaginons par exemple qu'on vous fasse la proposition suivante : si vous arrivez à faire un double six avec deux dés, vous gagnez un million d'euros, sinon vous perdez 10 000 euros. Il est probable que vous refuserez de jouer. Pourtant l'espérance de ce jeu vous est très favorable : la probabilité de tirer un double 6 est de 1/36 ; on obtient donc :
{\displaystyle {\frac {1\,000\,000}{36}}-{\frac {10\,000\times 35}{36}}=18\,055}
à chaque partie vous gagnez en moyenne 18 000 euros.
Le problème tient justement sur ce « en moyenne » : si les gains sont extrêmement importants, ils n'interviennent que relativement rarement, et pour avoir une garantie raisonnable de ne pas finir ruiné, il faut donc avoir suffisamment d'argent pour participer à un grand nombre de parties. Si les mises sont trop importantes pour permettre un grand nombre de parties, le critère de l'espérance mathématique n'est donc pas approprié.

### Incidence de la prime de risque
Ce sont ces considérations et de risque de ruine qui conduisirent, à partir de son « paradoxe de Saint-Pétersbourg », le mathématicien Daniel Bernoulli à introduire en 1738 l'idée d'aversion au risque qui conduit à assortir l'espérance mathématique d'une prime de risque pour son application dans les questions de choix.

### Applications particulières (économie, assurance, finance, jeux)
- La notion de prime de risque appliquée à l'espérance mathématique fut en économie à l'origine du concept d'utilité (et d'utilité dite « marginale »).
- Les primes d'assurance sont d'un coût supérieur à l'espérance mathématique de perte du souscripteur du contrat. Mais c'est ce risque de forte perte en cas d'évènement rare qui l'incite à le souscrire.
- L'espérance mathématique, comme d'autres concepts probabilistes, est utilisée dans les calculs d'évaluation en finance, par exemple pour l'évaluation d'entreprise.
- La finance comportementale aborde, entre autres, les aspects émotionnels et cognitifs, qui vont au-delà de la simple prime de risque, et qui peuvent interférer avec le concept rationnel d'espérance mathématique à l'heure du choix.
- De même que l'on paye une prime pour éviter le risque avec les assurances, on paie au contraire un accès au risque dans les jeux de hasard (qui rapportent toujours moins que leur espérance mathématique, puisqu'ils doivent s'autofinancer).

### Notion d'utilité probabiliste
Plutôt que de passer par une notion de prime, on peut directement établir une fonction d'utilité, associant à tout couple {gain, probabilité} une valeur. L'espérance mathématique constitue alors la plus simple des fonctions d'utilité, appropriée dans le cas d'un joueur neutre au risque disposant de ressources au moins très grandes à défaut d'infinies.
Émile Borel adopta cette notion d'utilité pour expliquer qu'un joueur ayant peu de ressources choisisse rationnellement de prendre un billet de loterie chaque semaine : la perte correspondante n'est en effet pour lui que quantitative, tandis que le gain – si gain il y a – sera qualitatif, sa vie entière en étant changée. Une chance sur un million de gagner un million peut donc valoir dans ce cas précis bien davantage qu'un euro.